# Werauhia insignis
W. insignis là một loài biểu sinh thuộc vùng rừng trên núi cao có mây phủ ở Trung Mỹ.